# Corita Kent
Corita Kent, znana tudi kot sestra Corita Kent, ameriška katoliška redovnica, umetnica, oblikovalka in predavateljica, * 20. november 1918, † 18. september 1986, Boston.
Ključni motivi njenih del so povezani s krščanstvom in družbeno pravičnostjo.
Odraščala je v Los Angelesu in pri 18 letih postala nuna reda Sester brezmadežnega srca. Na šoli, ki jo je skupnost vodila, je diplomirala iz umetnosti, kasneje pa na njej dolgo let poučevala. 
Zaslovela je v 60. kot predstavnica pop arta predvsem zaradi barvitih sitotiskov z besednimi sporočili, v katere je zajela podobe vsakdanjega življenja, oglaševanja in popularne kulture.
Umrla je 1986 zaradi raka.